# Priolo Gargallo
Priolo Gargallo település Olaszországban, Siracusa megyében. Lakosainak száma 11 249 fő (2023. január 1.). Priolo Gargallo Siracusa, Solarino, Melilli és Sortino községekkel határos.

## Népesség
A település népességének változása:
| Lakosok száma | 11 986 | 11 883 | 11 249 |
|               | 2017   | 2018   | 2023   |